# Partido judicial de Pozoblanco
El partido judicial de Pozoblanco es uno de los 85 partidos judiciales en los que se divide la comunidad autónoma de Andalucía y creado por Real Decreto en 1983, como el número 3 de los doce en que se divide la provincia de Córdoba, en España. Cuenta con una población 40.134 hab. en una extensión de 2.204,21 km².

## Ámbito geográfico
El ámbito territorial, que viene regulado por el Real Decreto 529/1983, de 9 de marzo, comprende los municipios:
| Partido Judicial | Capital de partido | Municipios que comprende |
| ---------------- | ------------------ | --- |
| 3                | Pozoblanco         | Alcaracejos, Añora, Cardeña, Conquista, Dos Torres, El Guijo, El Viso, Santa Eufemia, Torrecampo, Villanueva de Córdoba, Villanueva del Duque y Villaralto. |